# جورج جيه. لويس
جورج جيه. لويس (بالإنجليزية: George J. Lewis)‏ هو ممثل أمريكي، ولد في 10 ديسمبر 1903 في المكسيك، وتوفي في 8 ديسمبر 1995 في الولايات المتحدة بسبب سكتة.

## أعمال

### أفلام
- (1934) الأرملة المرحة
- (1942) كازبلانكا
- (1952) السيء والجميلة
- (1952) فيفا زباطة
- (1953) شين[2]

### مسلسلات
- زورو

## وصلات خارجية
- جورج جيه. لويس على موقع IMDb (الإنجليزية)
- جورج جيه. لويس على موقع ألو سيني (الفرنسية)
- جورج جيه. لويس على موقع قاعدة بيانات برودواي على الإنترنت (الإنجليزية)
- جورج جيه. لويس على موقع قاعدة بيانات الأفلام السويدية (السويدية)
- جورج جيه. لويس على موقع قاعدة بيانات الفيلم (الإنجليزية)
- جورج جيه. لويس على موقع كينوبويسك (الروسية)